# Kiribackie odznaczenia

## Kiribati
| Baretka | Nazwa polska                                               | Nazwa angielska (skrót)                                    | Nazwa kiribacka (skrót)                            |
| ------- | ---------------------------------------------------------- | ---------------------------------------------------------- | -------------------------------------------------- |
|         | Wielki Order Kiribati                                      | Kiribati Grand Order (K.G.O.)                              | Ana Tokabeti Kiribati (A.T.K.)                     |
|         | Order Narodowy Kiribati                                    | Kiribati Nationa Order (K.N.O)                             | Ana Kamoamoa Kiribati (A.K.K)                      |
|         | Krzyż Kiribati                                             | Kiribati Cross (K.C)                                       | Ana Kaibangaki n Ninikoria Kiribati (A.K.N.K)      |
|         | Order Zasługi Kiribati                                     | Kiribati Order of Merit (K.O.M)                            | Boutokan Toronibwain Kiribati (B.T.K)              |
|         | Nagroda za Chwalebną Służbę                                | Meritorious Service Award (M.S.A)                          | Raoiroin Rakan Te Mwakuri (R.R.M)                  |
|         | Nagroda Kiribacka za Długoletnią Służbę i Dobre Zachowanie | Kiribati Long Service and Good Conduct Award (K.L.S.G.C.A) | Kanikinaean te Bekumwaka ma te Kakaonimaki (K.B.K) |
|         | Medal Niepodległości Wysp Gilberta                         | Gilbert Islands Independence Medal                         |                                                    |